# Heinrich IV. von Rosenberg
Heinrich IV. von Rosenberg (tschechisch Jindřich IV. z Rožmberka; * 1427; † 25. Januar 1457 in Wien, Erzherzogtum Österreich) war ein böhmischer Adliger und von 1454 bis 1457 Landeshauptmann der böhmischen Erbfürstentümer Breslau und Schweidnitz-Jauer sowie Landvogt der Oberlausitz.

## Leben
Heinrich entstammte dem böhmischen Adelsgeschlecht Rosenberg. Seine Eltern waren Ulrich II. von Rosenberg und Katharina von Wartenberg (Kateřina z Vartenberka). 1444 hielt er sich auf dem Hof des Kaisers Friedrich und 1445 auf dem Hof des Herzogs Heinrich von Bayern auf. Während der kriegerischen Auseinandersetzungen in der Zeit des Interregnums nach dem Tod des Königs Albrecht stellte er sich an die Seite der katholischen Adeligen, die den böhmischen Landesverweser Georg von Podiebrad ablehnten. 1448 schloss sich Heinrich der Vereinigung katholischer Adeliger an, die als Strakonitzer Einheit bezeichnet wurde. 1450 gehörte er zu den Unterzeichnern einer Beschwerde des Strakonitzer Einheit, die in der Landesversammlung am 3. August Georg von Podiebrad bezichtigte, den Prager Burggrafen Meinhard von Neuhaus vergiftet zu haben. Auch unterzeichnete er die an Kaiser Friedrich III. gerichtete Aufforderung, dem noch nicht volljährigen 1443 gewählten Nachfolger Albrechts, Ladislaus Postumus, vorzeitig die Königsrechte zu verleihen. Nachdem der Kaiser dieser Forderung nicht nachkam, belagerten Heinrich und andere Mitglieder der Strakonitzer Einheit 1452 mehrmals Wiener Neustadt und forderten die Herausgabe Thronfolgers Ladislaus. Nach dessen Krönung am 28. Oktober 1453 erhielt Heinrich als Dank am 2. Dezember d. J. auf Lebenszeit die Königsstadt Budweis. Der Schenkung soll allerdings eine entsprechende Forderung Heinrichs vorausgegangen sein. Vermutlich deshalb wurde er von den Budweiser Bürgern abgelehnt.
Anfang Februar 1454 begleitete Heinrich Königs Ladislaus Schwester Elisabeth nach Teschen, wo er sie ihrem Bräutigam, dem polnischen König Kasimir, übergab. Anschließend ernannte König Ladislaus Heinrich von Rosenberg zum Landeshauptmann der Erbfürstentümer Breslau und Schweidnitz-Jauer. Dadurch gelang es den Rosenbergern, engere Kontakte an die schlesischen Adelsgeschlechter zu knüpfen. 1455 kaufte Heinrich die verpfändeten Herrschaften Rosenberg und Hohenfurth zurück und löste Burg Znaim aus. Schließlich wurde ihm auch Raudnitz abgetreten.
Bereits zu seinen Lebzeiten übergab Heinrichs Vater Ulrich II. 1451 die Verwaltung der rosenbergischen Besitzungen an seine Söhne, wobei der erstgeborene Heinrich seine Brüder Jost und Johann vertreten sollte. Allerdings beteiligte sich der Vater noch bis 1456 an der Regentschaft. 1456 zog Heinrich im Auftrag des Königs mit einer 350 Mann starken Kavallerie nach Ungarn. Dort kämpfte er an der Seite des ungarischen Königs Matthias Corvinus gegen die Türken. Auf dem Rückweg erkrankte er und starb am 24. Januar 1457 in Wien.
Sein Leichnam wurde in der Familiengruft der Klosterkirche in Hohenfurth bestattet. Da er keine Nachkommen hinterließ, trat die Nachfolge sein jüngster Bruder Johann II. von Rosenberg an.

## Familie
Heinrichs Geschwister waren
- Jost II. von Rosenberg († 1467)
- Johann II. von Rosenberg († 1472)
- Agnes von Rosenberg (Anežka z Rožmberka; † 1488)
- Ludmilla von Rosenberg († 1490), verheiratet mit Bohuslav VII. von Schwamberg
- Perchta von Rosenberg († 1476) verheiratet mit Johann V. von Liechtenstein

Am 16. September 1453 vermählte sich Heinrich mit Agnes von Schaunberg († 1461), Tochter des Johann von Schaunberg. Die Ehe blieb kinderlos. Nach dem Tod Heinrichs erhielt sie als Witwengut Rosenberg. In zweiter Ehe heiratete sie Michael, Burggraf von Maidburg, Graf von Hardegg und Retz.